# 河鍋暁斎
河鍋 暁斎（かわなべ きょうさい、1831年5月18日〈天保2年4月7日〉 - 1889年〈明治22年〉4月26日）は、幕末から明治にかけて活躍した浮世絵師、日本画家。号は「ぎょうさい」とは読まず「きょうさい」と読む。それ以前の「狂斎」の号の「狂」を「暁」に改めたものである。
明治3年（1870年）に筆禍事件で捕えられたこともあるほどの反骨精神の持ち主で、多くの戯画や風刺画を残している。狩野派の流れを受けているが、他の流派・画法も貪欲に取り入れ、自らを「画鬼」と称した。

## 来歴

### 生い立ち

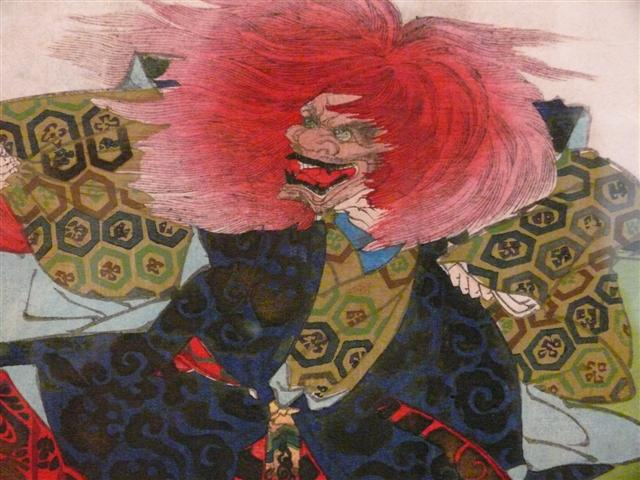
長唄の会 番組「連獅子」より

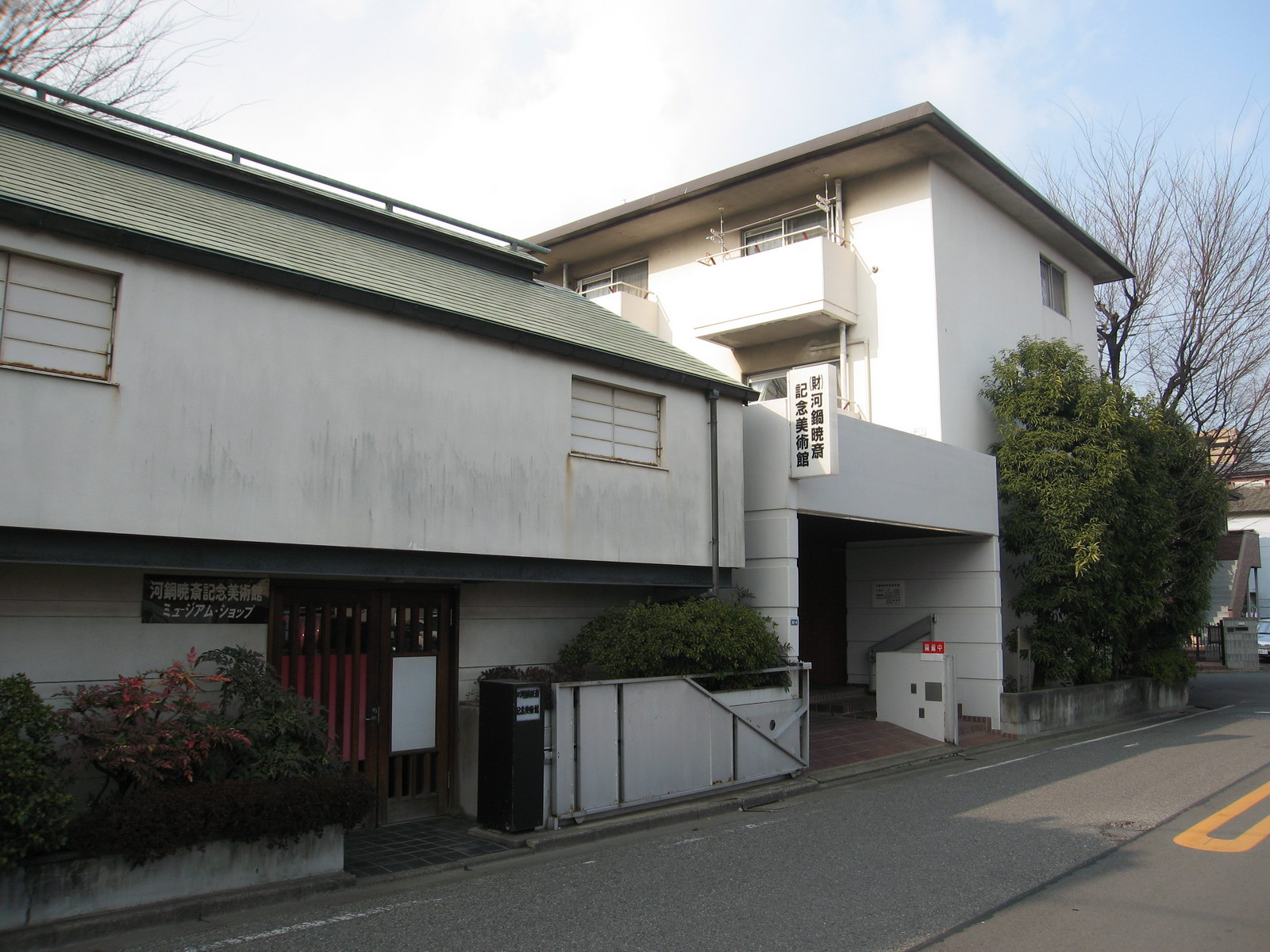
河鍋暁斎記念美術館（埼玉県蕨市、暁斎の個人美術館）

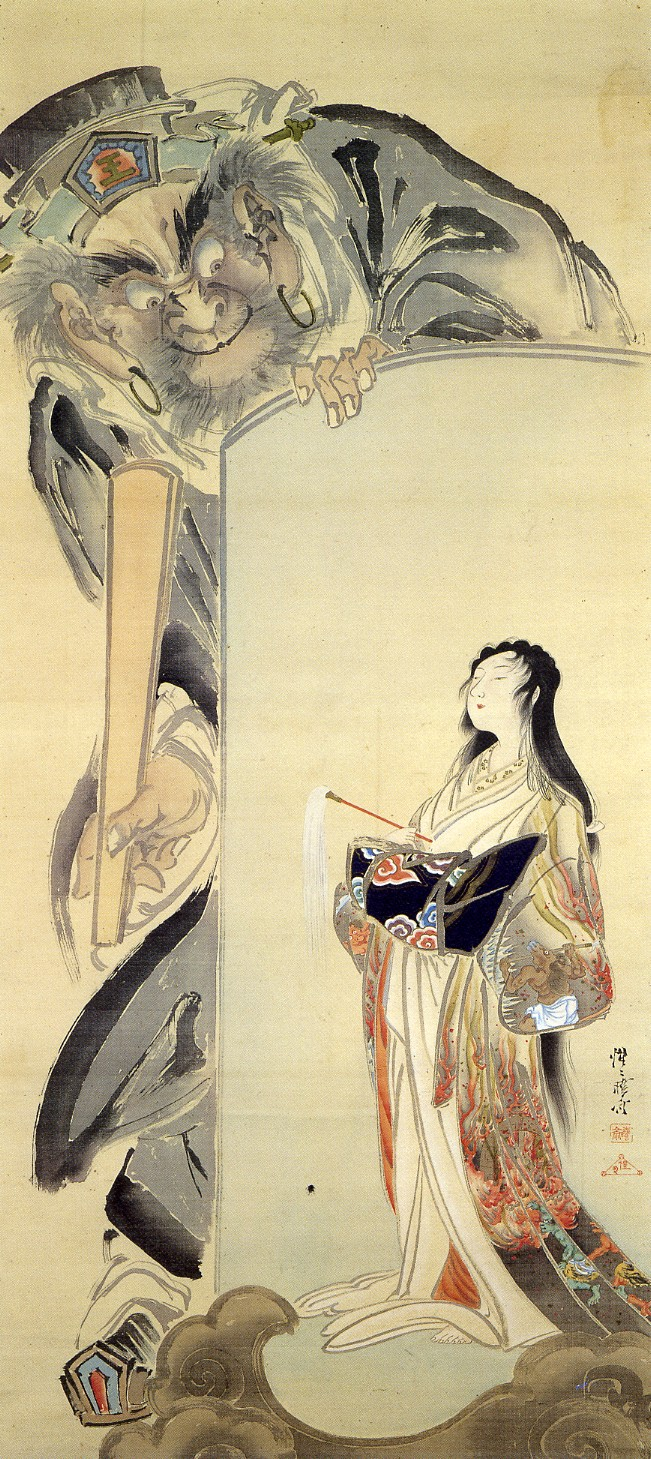
「閻魔と地獄太夫図」 制作時期不明 プライスコレクション 河鍋暁斎記念美術館にもほぼ同図様の作品がある

天保2年（1831年）、下総国古河石町（現茨城県古河市中央町2丁目）にて、河鍋記右衛門ときよの次男として生まれる。父は古河の米穀商亀屋の次男の生まれで、古河藩士・河鍋喜太夫信正の養嗣子で、母は浜田藩松平家の藩士三田某の娘。天保3年（1832年）に江戸へ出て幕臣の定火消同心の株を買って本郷お茶の水の火消し屋敷（現本郷3丁目）に住み、甲斐姓を名乗る。同時に一家は揃って江戸に出ている。幼名は周三郎といい、河鍋氏を継いだ。兄に直次郎がいた。天保4年（1833年）、周三郎は母につれられ館林の親類、田口家へ赴いた。この時、初めて周三郎は蛙の写生をした。

### 修行時代
天保8年（1837年）、浮世絵師歌川国芳に入門。国芳は門弟に人を搏ち、組み伏せ、投げ飛ばし、また投げ飛ばされる様々な形態を注意深く観察すべきだと教えていた。若き暁斎は、この師の教えを忠実に実行するため、一日中画帖を片手に貧乏長屋を徘徊し、喧嘩口論を探して歩いたという。天保10年（1839年）5月、梅雨の長雨による出水時に神田川で拾った生首を写生し、周囲を吃驚させたという「生首の写生」の伝説を残す。
天保11年（1840年）、国芳の素行を心配した父により狩野派（駿河台狩野派）の絵師前村洞和に再入門。洞和は暁斎の画才を愛し、「画鬼」と呼んだという。しかし翌年洞和が病に倒れたため、彼の師家にあたる駿河台狩野家当主の洞白に預けられた。弘化3年（1846年）には小石川片町からの出火で火消し屋敷も消失してしまうが、このとき火事の写生をしている。狩野派門弟時代の逸話に、鯉の写生の話がある。過労で疲れを覚えた暁斎は塾生たちと川遊びに出かけ、そこで3尺近い鯉を生け捕ることが出来た。暁斎は遊び仲間を置いて急いで画塾に戻り、この鯉のあらゆる部分を忠実に写生し、鱗の数をも正確に数え上げた。写生を終えると仲間たちは鯉を殺して食べようとしたが、暁斎は「この鯉はあらゆる部分を写生させてもらった以上我が師であり、礼を尽くして天寿を全うさせてやらねばなりません」と抗議した。暁斎の兄弟子は聞く耳持たず料理を始めようとしたが、突然鯉は激しく飛び上がり、結局暁斎の意見が通って近くの池に放たれた。後年、暁斎は自分に鯉を書く優れた技倆があるとすれば、それはこの事件によるものだとよく語ったという。
嘉永元年（1848年）に、現存する暁斎最初期の肉筆作品「毘沙門天之図」（河鍋暁斎記念美術館蔵）を制作している。翌嘉永2年（1849年）、洞白より洞郁陳之（とういくのりゆき）の号を与えられる。狩野派の修業は、橋本雅邦によると一般に入門から卒業まで11、2年かかると記しており、9年で卒業した暁斎は優秀といえる。さらに嘉永3年（1850年）11月には館林藩（秋元家）の絵師坪山洞山の養子になって、坪山洞郁と称している。

### 独立
嘉永5年（1852年）、遊興がたたって（珍しい帯の写生をするために女中の尻を追っていって誤解されたといわれる）坪山家を離縁され、暫くは苦難の時代が続いた。しかし一方で暁斎は、土佐派、琳派、四条派、浮世絵など日本古来の画流も広く学んでいた。その数年後の安政2年（1855年）10月2日に起こった安政江戸地震の時に、仮名垣魯文の戯文により描いた鯰絵「お老なまず」によって本格的に世に出ることとなった。この鯰絵は地震で壊滅した遊廓の吉原が仮店舗で営業しているという広告のようなもので、暁斎の錦絵第1号であったが、それは歌川豊国風の女性と鯰の格好をしている遊び人の組合せで、彫りも悪く暁斎にとっては名誉ある処女作とはとても言いがたいものであった。またこの時期、蒔絵師菱田八十八のもとで下絵を描いている。安政4年（1857年）、江戸琳派の絵師鈴木其一の次女お清と結婚、絵師として独立するとともに父の希望で河鍋姓を継承した（甲斐家は3年後、暁斎の兄直次郎が継承）。

『新富座妖怪引幕』（1880年、早稲田大学坪内博士記念演劇博物館）

安政5年（1858年）、狩野派を離れて「惺々狂斎」と号し、浮世絵を描き始め戯画・風刺画で人気を博した。他に万延元年（1860年）頃から周麿と称して錦絵を描き始めている。ほかに酒乱斎雷酔、酔雷坊、惺々庵などの号があり、文久3年（1863年）、歌川派の絵師による合作「御上洛東海道」に参加した。明治4年（1871年）以後、号を「暁斎」と改める。明治18年（1885年）には湯島の霊雲寺の法弟になって是空入道、如空居士と号した。幕末期は、『狂斎画譜』『狂斎百図』などを出版したほか、漢画、狂画、浮世絵それぞれに腕を振るった。

### 明治の暁斎

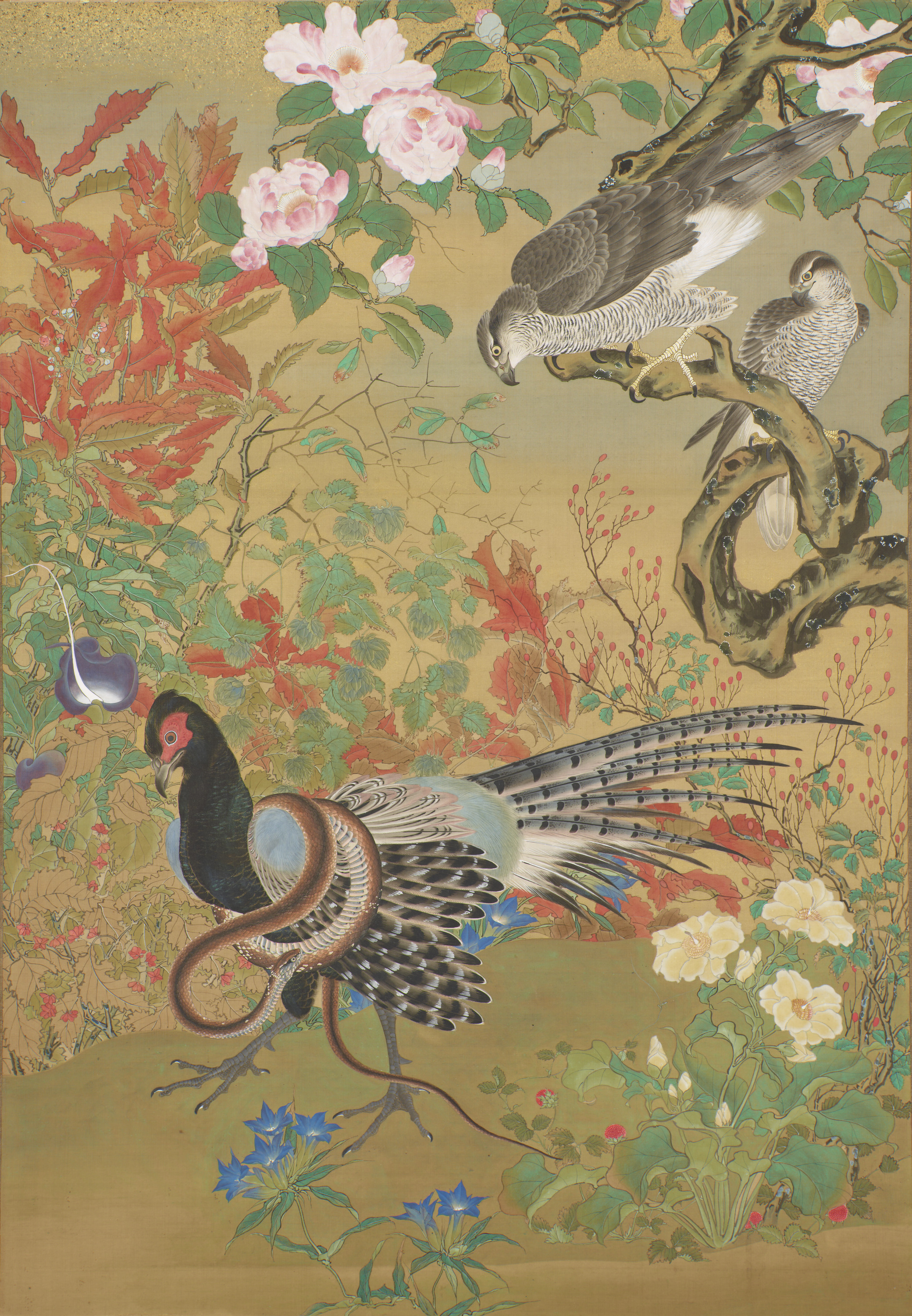
「花鳥図」（1881年の第2回内国勧業博覧会に「枯木寒鴉図」と同時出展。東京国立博物館蔵）

明治元年（1868年）、徳川家の転封とともに暁斎の母と甥（亡くなった兄・直次郎の息子）は静岡へ移る。書画会では人気を博し、諷刺画も相変わらず描いていた。明治3年（1870年）10月6日、上野不忍池の長酡亭における書画会において新政府の役人を批判する戯画を描き、政治批判をしたとして捕えられ未決囚の入る大番屋へ。翌年に放免、後は「暁斎」を名乗る。しばしば日本古来の画風・画の題材に開花の特徴的な風俗を組み合わせた絵を描いた。

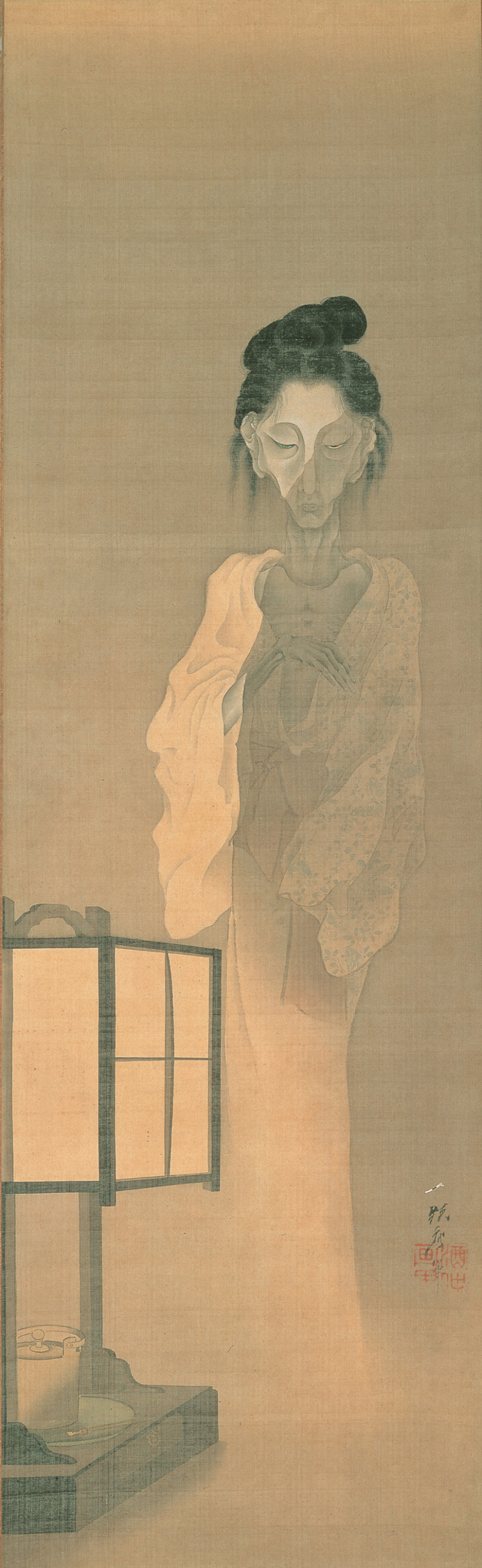
「幽霊図」（1868〜70年頃の作品、五代目 尾上菊五郎に依頼され描いたもの。個人蔵）

幕末から絵日記をつけ始めたようで、亡くなる1か月前のものまで残っている。20年も書いたが発見されているのは合わせて4年分である。書かれた人の似顔絵が似ているばかりでなく、ありとあらゆることを記録し、金の支払いから、画料、毎日の天候まで記し、気象庁でも毎日の天気の記録は明治14年（1881年）からであるから、彼の記録は貴重である。
明治5年（1872年）仮名垣魯文の『安愚楽鍋』（第三編）、明治7年（1874年）『西洋道中膝栗毛』（第11編の一部、第12 - 15編）などの挿絵を描く。明治6年（1873年）ウィーン万国博覧会に大幟「神功皇后武内宿禰図」を送り、日本庭園入口に立てられる。明治9年（1876年）、エミール・ギメらの訪問を受ける。ギメが連れてきた画家フェリックス・レガメと互いに肖像画を描いて競い合った。また、この頃に開催されたウィーン万国博覧会やフィラデルフィア万国博覧会に出品している、
明治13年（1880年）、新富座のために幅17m高さ4mの「妖怪引幕」（早稲田大学演劇博物館蔵）を4時間で描く。明治14年（1881年）、第2回内国勧業博覧会に出品した「枯木寒鴉図（こぼくかんあず）」（榮太樓蔵）が「妙技二等賞牌」を受賞。暁斎はこの作品に百円という破格の値段をつけ、周囲から鴉一匹にその値段は高すぎると非難されると「これは鴉の値段ではなく長年の画技修行の価である」と答えたという。これに心意気を感じた榮太樓本舗店主・細田安兵衛は本当に百円で購入して、暁斎は面目を保った。その後この鴉は「百円鴉」と呼ばれ暁斎は画名を高めるとともに、狩野派の正当な絵師として世間に認知されるきっかけとなった。

### コンドルとの交流
同じ明治14年、博覧会の絵を見て感嘆していたお雇い外国人の建築家ジョサイア・コンドルが入門。コンドルは暁斎からイギリスの暁斎を意味する「暁英」の号を与えられるほど親しく、2人の交流は前述の暁斎の絵日記にも見られる。この絵日記では他にも、明治3年（1870年）頃から明治22年（1889年）3月頃の暁斎の私生活の状況が、ある程度把握できる。例えば明治17年（1884年）2月26日に、「客山本、フキノトウ、大島屋、卵。笹之雪参る」とあり、大島というのは、尾形月耕に代わって月耕の弟・名鏡次郎吉の面倒を見ている親戚のことではないかと思われる。笹之雪は、台東区根岸にある暁斎馴染みの豆腐専門料理屋である（正確には「笹乃雪」、今日でも根岸名物で著名）。同年狩野洞春秀信が死去の際、狩野派の画法遵守を依頼されたため、改めて狩野宗家の狩野永悳に入門し、駿河台狩野家を継承した。コンドルは、暁斎の技法と絵を紹介する本を書いて、暁斎をヨーロッパに知らせた。
岡倉覚三（天心）、フェノロサに東京美術学校（現東京芸術大学の前身）の教授を依頼されたが、果たせずに明治22年（1889年）、胃癌のためコンドルの手を取りながら逝去。暁斎は死の3日前、絵筆を取りたい欲求に抗し難く、枕後ろの障子にやせ衰えた自分の姿と、もうすぐ自分が入るであろう角型の桶を描いたという。墓所は谷中にある瑞輪寺塔中正行院、戒名は本有院如空日諦居士。墓石（台東区文化財）は遺言により、暁斎が好んで描いた蛙に似た自然石が用いられている。

## 門人
暁斎の門人としては、二番目の妻から生まれた次男の暁雲、三番目の妻から生まれた暁斎の長女・河鍋暁翠の他、真野暁亭、暁亭の父であった暁柳、早川松山、長井一禾、土屋暁春、辻暁夢、斎藤暁文、彫金家となった海野美盛、松下久吉、林法泉、島田友春、大江学翁、昆徳爾（ジョサイア・コンドル）、鹿島暁雨（清兵衛）、尾形月耕の弟・滝村弘方らがいた。『河鍋暁斎翁伝』には暁雲の話として、前述の松山、暁柳、暁亭、暁春、暁夢、美盛、学翁、法泉、コンドル、暁雨、友春、弘方のほか、松下久吉、模様師の小島石蔵、小島豊吉、上絵師の石崎守蔵、姓不詳の久八、医師の本郷某、彫刻師の仙太郎、山本竜洞、杉本留吉、柴田某の合計22人の名前をあげている。さらに小林清親、綾部暁月、吉田暁芳、三宅花圃が暁斎の門人としてあげられる。モーティマー・メンペスも日本滞在中に暁斎に師事した。

## 代表作
| 作品名                                             | 技法             | 形状・員数               | 寸法（縦x横cm）            | 所有者                                           | 年代                                             | 落款・印章 | 備考 |
| -------------------------------------------------- | ---------------- | ------------------------ | -------------------------- | ------------------------------------------------ | ------------------------------------------------ | --- | --- |
| 毘沙門天之図                                       | 紙本着色         | 一幅                     |                            | 河鍋暁斎記念美術館                               | 1848年（嘉永元年）                               | 款記「嘉永元申年 十月十五日 甲斐周三郎信之画／生年十七歳」                                                                      | 数え19歳の作品 |
| 鍾呂伝道図                                         | 絹本墨画淡彩     | 一幅                     | 166.0x82.0                 | 河鍋暁斎記念美術館                               | 1862年（文久2年）                                | 款記「文久二年壬戌／狂齋圖」 | 伝顔輝筆「鍾離権・呂洞賓問答図」（個人蔵、重要美術品）の模写。暁斎は二人の姿は原図をほぼ忠実になぞっているが、肥痩のある鋭い線によりより狩野派らしく描き、また崖や岩、地面を追加し、衣文の模様に金泥を用い、唇に朱を差すなどの工夫を加えている。 |
| 龍の天井絵                                         |                  |                          |                            | 戸隠神社中社                                     | 1865年（慶応元年）                               | | 原本は暁斎35歳時における信州旅行の際の作品とされるが、落款などのサインに相当するものは残った画像からは、確認されていない。 現在見ることが出来るものは、1942年火災によって焼失したものをデジタル技術による復元した天井絵（2003年） 著作権的には、デジタル技術応用の模写と分類されている（日立製作所見解）。 |
| 深大寺大師堂向拝殿天井鏡板 龍図                    | 板地墨画著色     | 1面                      |                            | 深大寺                                           | 1866年（慶応2年）頃                              | 款記「狂斎洞郁之図」 | 調布市指定有形文化財 |
| 深大寺大師堂内旧須弥壇板戸 唐獅子図                | 板地墨画         | 8面                      | 58.0x142.5（各）           | 深大寺                                           | 1866年（慶応2年）頃                              | 款記「狂斎洞郁」 | |
| 放屁合戦絵巻                                       | 紙本墨画淡彩     | ニ巻                     | 28.2x897.0（各）           | 河鍋暁斎記念美術館                               | 1867年（慶応3年）                                | | |
| 地獄極楽図                                         | 麻布着彩         | 一幅                     | 199.6x342.4                | 東京国立博物館                                   | 明治以前                                         | 無款 | |
| 豊干禅師と寒山拾得図                               | 紙本墨画淡彩     | 一幅                     | 175.2x366.9                | 東京国立博物館                                   | 1870年（明治3年）以前                            | 無款 | |
| 地極太夫図                                         | 絹本着色         | 一幅                     | 個人                       | 54.8x98.3                                        | 1871（明治4年）以降                              | | |
| 地獄極楽めぐり図                                   | 紙本着色         | 一帖全40図               | 24.8x40.1（各）            | 静嘉堂文庫美術館                                 | 1869-72年（明治2-5年）                           | | 共箱は柴田是真作 |
| 野見宿禰と当麻蹴速図                               | 板地著色         | 絵馬1面                  | 90.3x158.0                 | 湯島天満宮                                       | 1874年（明治7年）                                | 款記「惺々暁斎」/「筆峰之日本」朱文方印                                                                                         | 文京区指定有形文化財 |
| 釈迦如来図                                         | 絹本著色         | 一幅                     | 38.5x27.0                  | ギメ東洋美術館                                   | 1876年（明治9年）9月                             | | |
| 河竹黙阿弥作『漂流奇譚西洋劇』パリス劇場表掛りの図 | 絹本著色         | 一面                     | 62.9x90.8                  | GAS MUSEUM がす資料館                            | 1879年（明治12年）                               | 無款（右下に削り取られた跡あり）                                                                                                | |
| 河竹黙阿弥作『漂流奇譚西洋劇』米国砂漠原野之図     | 絹本著色         | 一面                     | 61.6x90.2                  | ビティヒハイム市立美術館                         | 1879年（明治12年）                               | 款記「暁斎」/朱文印 | |
| 龍虎図屏風                                         | 紙本金地墨画     | 二曲一隻                 | 151.0x164.4                | 板橋区立美術館                                   | 1879年（明治12年）以降                           | | |
| 新富座妖怪引幕                                     | 布墨画著色       | 一張                     | 401.0x1704.0               | 早稲田大学演劇博物館                             | 1880年（明治13年）6月30日                        | | |
| 大森彦七鬼女と争う図                               | 板絵金箔地彩色   | 絵馬一面                 | 192.0x235.0                | 成田山新勝寺                                     | 1880年（明治13年）                               | | |
| 花鳥図                                             | 絹本著色         | 一幅                     | 102.8x71.2                 | 東京国立博物館                                   | 1881年（明治14年）                               | | 前述の「枯木寒鴉図」と共に第二回内国勧業博覧会に出品。 |
| 白鷲と猿図                                         | 絹本著色         | 一幅                     | 118.2x53.6                 | 河鍋暁斎記念美術館                               | 1884年（明治17年）                               | | ジョサイヤ・コンドル旧蔵 |
| 野見宿禰図                                         | 板地著色         | 1面                      | 57.7x34.7                  | 松浦武四郎記念館                                 | 1884年（明治17年）                               | 款記「明治十七甲申一月一日／暁斎如空画」                                                                                        | |
| 山姥と金太郎図                                     | 絹本着色         | 一幅                     | 150.5x81.4                 | 東京国立博物館                                   | 1884年（明治17年）頃                             | | |
| 大和美人図                                         | 絹本着色         | 二曲一隻押絵貼屏風の右図 | 132.5x60.8                 | 個人（京都国立博物館寄託）                       | 1884-85年（明治17-18年）                         | | コンドルの日本画の上達ぶりを喜んだ暁斎が、コンドルに「我が丹精を篭めたる日本婦人の図を贈る」ために描いた作品。暁斎はコンドルの目の前でこの絵を制作し、コンドルは後の自著においてその製作過程を23ページにわたり詳細に記述している。なお左側の「若衆図」は、コンドルが自身のコレクションの中から張り合わせたもの。河鍋暁斎記念美術館を作った子孫の河鍋楠美は、この絵の行方を熱心に探索し、ついに発見につながった。コンドルの死後は子孫が所有していたが、その後オークションに出されたのを日本人が競り落とし里帰りを果たした。 |
| 山岡鉄舟像                                         | 紙本墨画淡彩     | 一幅                     | 133.1x59.0                 | 永光寺                                           | 1886年（明治19年）8月                            | | 羽咋市指定文化財 |
| 蠡舟像                                             | 紙本墨画淡彩     | 一幅                     | 132.5x59.5                 | 永光寺                                           | 1886年（明治19年）8月                            | | 蠡舟賛 |
| 七福神入浴図                                       | 紙本著色、金、銀 | 二曲一隻                 |                            | オランダ国立民族学博物館                         | 1884-86年（明治17-19年）                         | | |
| 北海道人樹下午睡図（松浦武四郎涅槃図）             | 絹本着彩         | 一幅                     | 152.6x84.2                 | 松浦武四郎記念館                                 | 1881-86年（明治14-19年）                         | | 重要文化財（「松浦武四郎関係資料」のうち） |
| 鯉魚遊泳図                                         | 絹本墨画金泥     | 一幅                     | 171.4x84.3                 | 河鍋暁斎記念美術館                               | 1885-86年（明治18-19年）                         | | ジョサイヤ・コンドル旧蔵 |
| 五聖奏楽図                                         | 紙本著色         | 1幅                      | 147.2x48.8                 | イスラエル・ゴールドマンコレクション（ロンドン） | 1871-87年（明治4-20年）                          | | 十字架に掛けられたキリストは扇と神楽鈴を手にし、それを見上げる日本の神（伊邪那美命か神武天皇か）が歌いかける。釈迦は三味線、老子は横笛、孔子は鼓を演奏する。高松藩の漢学者・医者出身で私塾・進文学社の校主・橘機郎の画賛の最後には「是れ乾坤一大戯場なり」とある。 |
| 宝珠に松竹梅                                       | 紙本墨画         | 一幅                     |                            | 河鍋暁斎記念美術館                               | 1888年（明治21年）                               | | |
| 文読む美人図                                       | 絹本着色         | 一幅                     | 125.0x48.0                 | 河鍋暁斎記念美術館                               | 1888年（明治21年）頃                             | | |
| 龍頭観音                                           | 紙本墨画淡彩     | 一幅                     | 456.0x199.9                | 東京国立博物館                                   | 1888年（明治21年）                               | | |
| 一休禅師地獄太夫図                                 | 絹本着色         | 一幅                     |                            | ウェストンコレクション（シカゴ）                 | 1885年-89年（明治18-22年）                       | 落款「如空暁斎図」/「暁斎戯画」朱文方印                                                                                         | 1911年にコンドルが暁斎を紹介した書籍に写真付きで紹介された、類作中の基準作。1911年当時はウィリアム・アンダーソン旧蔵で、1942年にジョサイア・コンドルへと渡り、近年までコンドルの子孫に伝来した。なお、河鍋暁翠がコンドルに宛てた明治23年（1890年）1月付の画証が別に残っている。 |
| 龍頭観音図                                         | 絹本着色         | 一幅                     | 172.5x70.5                 | 専光寺（港区虎ノ門）                             | 1879年（明治12年）または1885年（明治1885年）以降 | 款記「如空暁斎図」 | |
| 観世音菩薩図                                       | 絹本着色         | 一幅                     | 117.0x50.6                 | 日本浮世絵博物館                                 | 1879-89年（明治12-22年）                         | | |
| 龍虎図                                             | 紙本墨画         | 衝立2基2面               | 145.4x162.3                | 湯島天満宮                                       |                                                  | 款記「暁斎洞郁画」（龍図）「洞郁暁斎画」（虎図）                                                                                | 文京区指定有形文化財。龍図の裏面に暁雲筆「鷹図」、虎図の裏面に暁翠筆「山水図」。 |
| 眠龍図                                             | 紙本墨画淡彩     | 1幅                      | 136.5x176.3                | 霊雲寺                                           |                                                  | 款記「暁斎画」/「筆峰之日本」朱文方印                                                                                           | 文京区指定有形文化財 |
| 虎図                                               | 紙本墨画         | 1面（元は衝立）          | 138.0x142.7                | 正行寺                                           |                                                  | 無款記 | |
| 蘭陵王図                                           | 板地著色         | 絵馬1面                  | 36.4x39.3                  | 赤坂氷川神社                                     |                                                  | 款記「惺々暁斎」 | 港区指定有形民俗文化財 |
| 七福神酒宴額                                       | 絹本著色         | 額1面                    | 40.5x206.0                 | 教證寺（台東区）                                 | 1871年（明治4年）以降                            | 款記「惺々暁斎」 | |
| 左甚五郎図                                         | 紙本着色         | 二曲一双                 |                            | 千葉市美術館                                     |                                                  | | |
| 日光地取絵巻                                       | 紙本墨画淡彩     | ニ巻                     |                            | 河鍋暁斎記念美術館                               |                                                  | | |
| 鍾馗の戒め図                                       | 絹本着色         | 一幅                     | 81.0x32.5                  | 河鍋暁斎記念美術館                               | 1876年（明治9年）                                | | 黒田清綱賛「めに見えぬ こころの鬼を やらはすは 家のまもりの かひやなからん」 |
| 弾琴五美女憩いの図                                 | 絹本着色         | 一幅                     | 32.0x46.0                  | 河鍋暁斎記念美術館                               |                                                  | 無款 | 原図は狩野常信筆「五美人図」。 |
| 浮世絵大津連中図屏風                               | 紙本銀地著色     | 六曲一隻                 | 133.8x292.8                | 個人                                             | 1871年（明治4年）以降                            | | |
| 地獄太夫と一休                                     | 絹本着色、金、銀 | 一幅                     | 149x70.1                   | ボストン美術館                                   |                                                  | 落款「惺々狂斎画」 | 地獄太夫とは一休宗純から教えを授けられた堺の遊女。地獄太夫は幕末から明治にかけて流行した画題だが暁斎は特にこれを好み、版画・肉筆問わずしばしば描いている。 |
| 地獄太夫と一休                                     | 絹本着色         | 一幅                     | 137.1x69.3                 | イスラエル・ゴールドマンコレクション（ロンドン） | 1871年（明治4年）以降                            | 落款「惺々狂斎画」 | |
| 妓楼酒宴図                                         | 絹本着色         | 一幅                     |                            | 心遠館（プライス・コレクション）                 |                                                  | | |
| 閻魔地獄太夫図                                     | 絹本淡彩         | 一幅                     |                            | 心遠館                                           |                                                  | | |
| 達磨図                                             | 紙本墨画         | 一幅                     |                            | 心遠館                                           |                                                  | | |
| 獣群舞図                                           | 紙本着色         | 一幅                     | 73.0x53.0                  | リンデン美術館                                   | 1871年（明治4年）以降                            | 款記「惺々暁斎」 | |
| 美女の袖を引く骸骨図                               | 紙本着色         | 一幅                     | 162.2x86.7                 | ビーティッヒハイム・ビッシンゲン美術館           | 1871年（明治4年）以降                            | | |
| 絵新聞日本地                                       | 和紙に墨         | 漫画雑誌                 | 京都国際マンガミュージアム | 1874年（明治7年）                                |                                                  | 日本で最初に出版された漫画雑誌。チャールズ・ワーグマンの作品に影響され、仮名垣魯文と共同で執筆するも、部数も少なく3号程で廃刊。 | |

### 錦絵
- 「今昔未見　舶来真虎図」　大判
- 「天竺渡来大評判　象の戯遊」　大判
- 「西遊記　西天竺経文取之図」　大判3枚続
- 「狸ノ戯　どふけ大象　たいないくぐり」　2丁掛
- 「狂斎百狂 どふけ百万編」 大判3枚続 元治1年 大黒屋金之助版
- 「風流蛙大合戦之図」　大判3枚続
- 「浮世絵大津之連中　酔眠の図」　大判2枚続
- 「暁斎楽画　第五号　不動明王開化」　大判揃物の内　明治7年
- 「暁斎楽画　第六号　伊蘇普物語第一之巻　獅子恋慕話」　大判揃物の内 明治7年
- 「暁斎楽画 第九号 地獄太夫」大判揃物の内　明治7年
- 「元禄日本錦　わ　堀部安兵衛武庸」　大判 武川清吉版
- 「元禄日本錦　や　岡嶋八十右エ門常樹　倉橋伝助武幸」　大判 武川清吉版
- 「雨中梅に烏図」　大判
- 「鐘馗図」　大判
- 「今昔未見生物猛虎之図」 大判 万延1年
- 「一寸みなんしことの新版」 大判3枚続 慶応1年
- 「不可和合戦之図」 大判3枚続

### 版本
- 『狂斎画譜』 万延1年序
- 『狂斎百図』 文久3年〜慶応2年
- 『暁斎楽画』10編 明治14年
- 『暁斎画譜』2帖 明治14年
- 『暁斎百鬼画談』 明治22年

## 関連文献
伝記
- 飯島虚心 『河鍋暁斎翁伝』 ぺりかん社〈日本芸術名著選3〉、1984年
  - 文庫判で再刊（河鍋暁斎暁斎記念美術館、2012年）
- 『河鍋暁斎　近代日本画の鬼才』 落合和吉編、筑波書林〈ふるさと文庫〉、1984年
- 及川茂 『最後の浮世絵師　河鍋暁斎と反骨の美学』 日本放送出版協会〈NHKブックス〉、1998年12月
- ジョサイア・コンドル 『河鍋暁斎』 山口静一訳・解説、岩波文庫、2006年4月、ISBN 978-4-0033-5691-3

単行本
- 『新潮日本美術文庫24　河鍋暁斎』 木下直之解説、新潮社、1996年11月、ISBN 978-4-10-601544-1
- 安村敏信監修 『別冊太陽 河鍋暁斎 奇想の天才絵師』 平凡社、2008年4月、ISBN 978-4-5829-4514-0
- 安村敏信監修・解説 『河鍋暁斎 暁斎百鬼画談』 ちくま学芸文庫、2009年5月、ISBN 978-4-480-09236-6
- 河鍋楠美・狩野博幸編 『反骨の画家　河鍋暁斎』 新潮社〈とんぼの本〉、2010年7月、ISBN 978-4-1060-2205-0
- 狩野博幸 『もっと知りたい河鍋暁斎―生涯と作品』 東京美術〈アート・ビギナーズ・コレクション〉、2013年4月、ISBN 978-4-8087-0890-0
- 河鍋暁斎記念美術館編 『河鍋暁斎絵日記 江戸っ子絵師の活写生活』 平凡社〈コロナ・ブックス〉、2013年7月、ISBN 978-4-582-63480-8
- 河鍋楠美 『河鍋暁斎・暁翠伝　先駆の絵師魂！父娘で挑んだ画の真髄』 KADOKAWA、2018年3月、ISBN 978-4-04-400370-8

画集
- 及川茂・山口静一編 『河鍋暁斎戯画集』 岩波文庫、1988年8月、ISBN 978-4-0033-5601-2
- 及川茂・山口静一編 『暁斎の戯画』 東京書籍、1992年6月、ISBN 978-4-4877-9073-9
- 多田克己編・解説 『暁斎妖怪百景』 京極夏彦解説、国書刊行会、1998年8月、ISBN 978-4-3360-4083-1
- 『河鍋暁斎 戯画と笑いの天才絵師』 河出書房新社〈傑作浮世絵コレクション〉、2014年6月、ISBN 978-4-309-62322-1
- 河鍋楠美監修『「画鬼」河鍋暁斎　常識にとらわれない極限技巧の傑作を堪能』 宝島社ムック、2017年3月、ISBN 978-4-8002-6874-7

展覧会図録
- 『異色の江戸絵画』 サントリー美術館編・発行、1984年
- 『歌川国芳とその一門展』 太田記念美術館、1990年
- 『Demon of painting : the art of Kawanabe Kyōsai』 大英博物館、1993年、ISBN 978-0-7141-1462-0
- 『幕末明治の天才絵師　河鍋暁斎展』 滋賀県立近代美術館、秋田県立近代美術館、岡崎市美術博物館、1998年
- 『河鍋暁斎・暁翠展』 東武美術館編、2000年6月
- 『没後120年 河鍋暁斎展』 京都国立博物館、2008年4月 - 5月
- 『酔うて候－河鍋暁斎と幕末明治の書画会』 成田山書道美術館・思文閣出版、2008年2月、ISBN 978-4-7842-1383-2
- 『北斎と暁斎』 太田記念美術館編、2013年4月
- 『画鬼・暁斎 KYOSAI─幕末明治のスター絵師と弟子コンドル』 河鍋楠美監修・公益財団法人河鍋暁斎記念美術館編。三菱一号館美術館、2015年
- 『これぞ暁斎！展　ゴールドマンコレクション』及川茂監修、東京新聞、フジテレビ、2017年。4ヶ所で開催
- 『河鍋暁斎 その手に描けぬものなし』 池田茉美ほか編、サントリー美術館ほか、2019年2月 - 3月
- 『河鍋暁斎の底力』 東京ステーションギャラリー、2020年11月 - 2021年2月

概説書
- 藤懸静也 『増訂浮世絵』 雄山閣、1946年　pp.277-278　※近代デジタルライブラリーに本文あり。
- 日本浮世絵協会編 『原色浮世絵大百科事典』第2巻 大修館書店、1982年
- 吉田漱 『浮世絵の見方事典』 北辰堂、1987年
- 稲垣進一編 『図説 浮世絵入門』 河出書房新社〈ふくろうの本〉、1990年
- 小林忠監修 『別冊太陽　浮世絵師列伝』 平凡社、2006年 ISBN 978-4-5829-4493-8